# キャットリンク5
キャットリンク5（Cat-Link V）は、ブルーリボン賞を保有していることで知られる双胴船である。

## 概要
キャットリンク5はタスマニア州のインキャット社によって建造された。1998年7月20日、同じくインキャット社の建造であるカタロニアからブルーリボン賞を奪い、現在までそれを保有している。その後、マスターキャット（Master-Cat）と改名し、マスターフェリー社によってノルウェーのクリスチャンサンとデンマークのハンストホルムを結ぶ定期フェリーとして運航されていた。2008年にマスターフェリー社が他の会社と合併したため、再びHSC Fjord Catと改名した。